# 黒島 (鹿児島県)

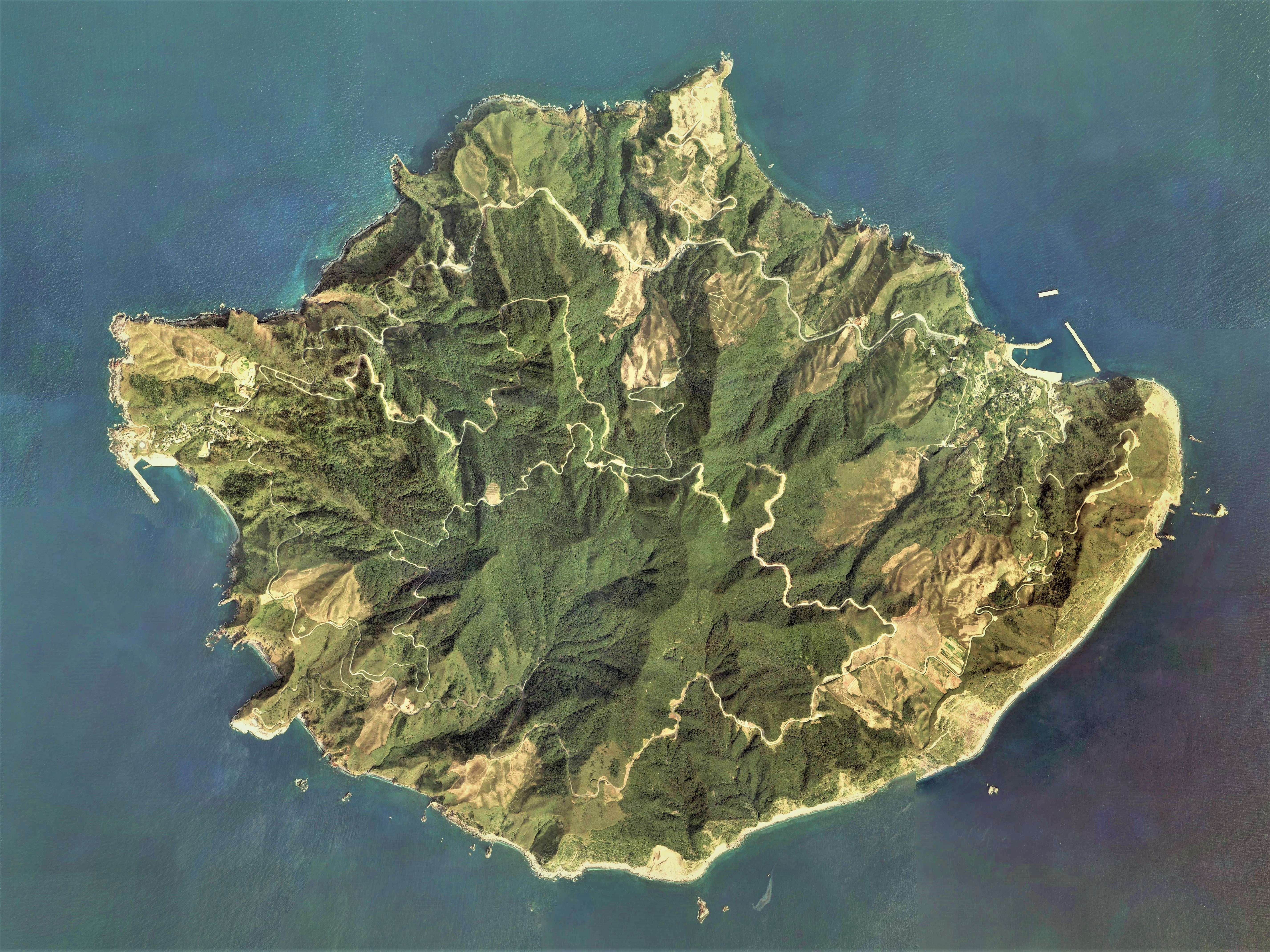
黒島（鹿児島県）の空中写真。2008年撮影の14枚を合成作成。
。

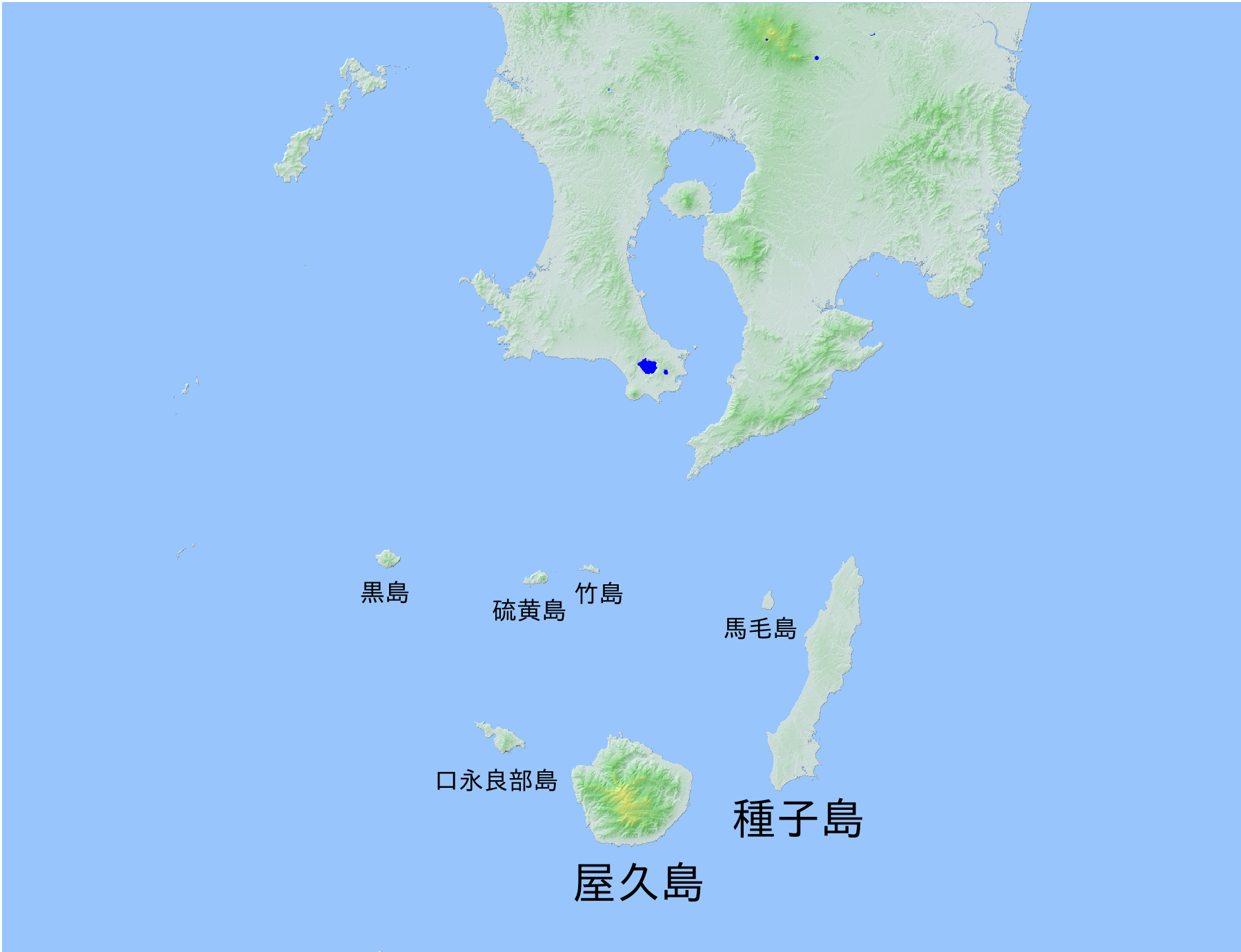
大隅諸島

黒島（くろしま）は、薩南諸島北部に位置する有人島である。全国の他の黒島と区別するため薩摩黒島（さつまくろしま）と呼ばれることもある。郵便番号は890-0902。人口は176人、世帯数は96世帯（2022年7月1日現在）。大隅諸島には、含まれるとする説と含まれないとする説とがある。竹島、硫黄島および周辺の小島や岩礁とあわせて鹿児島郡三島村を構成する。地名（行政区画）としての「黒島」の呼称は鹿児島県鹿児島郡三島村の大字となっており、全島がこれに該当する。

## 地勢
面積は15.37km2、176人の島民が住んでいる。東岸の大里と西岸の片泊の2つの集落から構成され、三島村の主要3島の中では面積・人口ともに最大である。
黒島から45km西方沖に草垣群島が、55km北西沖に宇治群島がある（いずれも南さつま市笠沙町に帰属）。同じ三島村の竹島・硫黄島が鬼界カルデラの外輪山の一部であるのに対し、黒島は宇治群島や草垣群島と並んで旧期琉球火山岩帯の一角をなし、他の2島とは起源が異なる。島全体が大名竹や照葉樹で覆われており、沖から見ると黒ずんで見えることから黒島の名が付いた。
全体に起伏が激しく外周は断崖絶壁で、平地らしい平地はほとんどない。集落内の民家はまとまって立地しておらず、山腹にへばりつくように散在している。河川も多く、島の各所で滝が見られる。また島の南西部には浸食崖の連なる景勝地、塩手鼻がある。
600mを超える標高差のため海岸線から山頂まで特異な植物相が見られ、「薩摩黒島の森林植物群落」の名称で国の天然記念物に指定されている。また2015年には村一帯を含め三島村・鬼界カルデラジオパークに指定されている。

### 小島・岩礁
国土地理院地図（抄）。陸繋した浜辺や海礁上の小岩、無名の岩を除く。
- ツバノ鼻、長瀬 - 冠山沖。
- 丸瀬 - 南東側沖。
- 小平瀬、大平瀬 - 南側沖。
- 夫婦瀬、小瀬、小立神、八瀬、立神 - 南南西側沖。
- 中鼻 - 南西側沖。

## 交通
鹿児島港から大里・片泊の各港へ、村営船みしまが週3便運航する。飛行場はない。
三島村唯一の県道である鹿児島県道221号片泊大里港線が島の北側を走り、2つの集落を結ぶ。南側には村道村瀬線が伸び、県道とあわせて環状をなしている。舗装状況はいずれも悪い。
島内に公共交通機関やタクシーはない。特に掲示等はないが、観光客向けにはレンタサイクルが用意されている（要予約）。

## 歴史
伝承では、島民は平家落人の子孫といわれる。壇ノ浦の戦いに敗れた平家一族が築いたと伝わる平家城跡のほか、「大庭どん」が訛ったものという「イバドンの墓」という遺跡も残る。これは宇都宮信房に率いられた源氏の武将・大庭三郎家政が平家打倒のために来島した際に、平家の娘に恋をして島に住みついたとする伝説に因む。この伝承は『吾妻鏡』に見える、天野遠景・宇都宮信房らの「貴海島」追討 の記事とも符合する点が多く、このとき彼らが渡海した 「貴海島」は黒島であった可能性がある。なお隣の硫黄島も1177年に俊寛が流謫された「鬼界島」として知られており、「鬼界」とは当時日本の最辺境であったこれらの島々を漠然と指す言葉であった。
他方で、諸々の史料から、中世までは奥七島（トカラ列島）と並んで日本の統治の及ばない外界であったとする説もある。硫黄島と黒島の間は潮流が激しく、当時の簡素な船では到達が困難であったと推定される。
古くは在地の日高氏が支配していたが、確実な外部からの統治の記録として、1334年に島津氏が配下の千竃氏を黒島郡司として据えたとする記述が見える。1412年には島津氏が種子島氏に竹島・硫黄島・黒島を与えており、これが三島をまとめて扱うようになった初めとされている。なお、黒島をはじめ薩南諸島には今日まで日高姓が多い。
14世紀初頭ごろ建設された大規模な石塔群が島内に見つかっており、高度な知識を備えた権力者の存在が推定される。14世紀後半には、硫黄島に拠点を置いた長浜氏との交流の記録も散見されるようになる。
江戸時代には他の2島とともに薩摩藩の配下に置かれていたが、明治4年（1871年）の廃藩置県で鹿児島県の所属となり、明治22年（1889年）に町村制が施行される。
明治28年（1895年）7月24日、黒島沖合で豆台風が発生し、当時最大の海難事故「黒島流れ」が起った。突然の暴風雨に枕崎と坊津のカツオ漁船が34隻沈み、713名が亡くなったのである。遭難にあった漁師たちは黒島西端の方泊の塩手鼻、ユキノ瀬などに打ち上げられ、島民総出で生存者の救助や死者の弔いをした。この時の様子は、現在でも語り継がれており、島には慰霊のための白衣観音像も建立されている。また、枕崎市と黒島の間で毎年「枕崎市少年の船」という交流イベントも行われている。
太平洋戦争末期には、鹿児島などから出撃した特別攻撃隊が時として緊急避難することがあった。島の南部に黒島平和公園があり、戦没者の慰霊碑と平和観音像が置かれている。

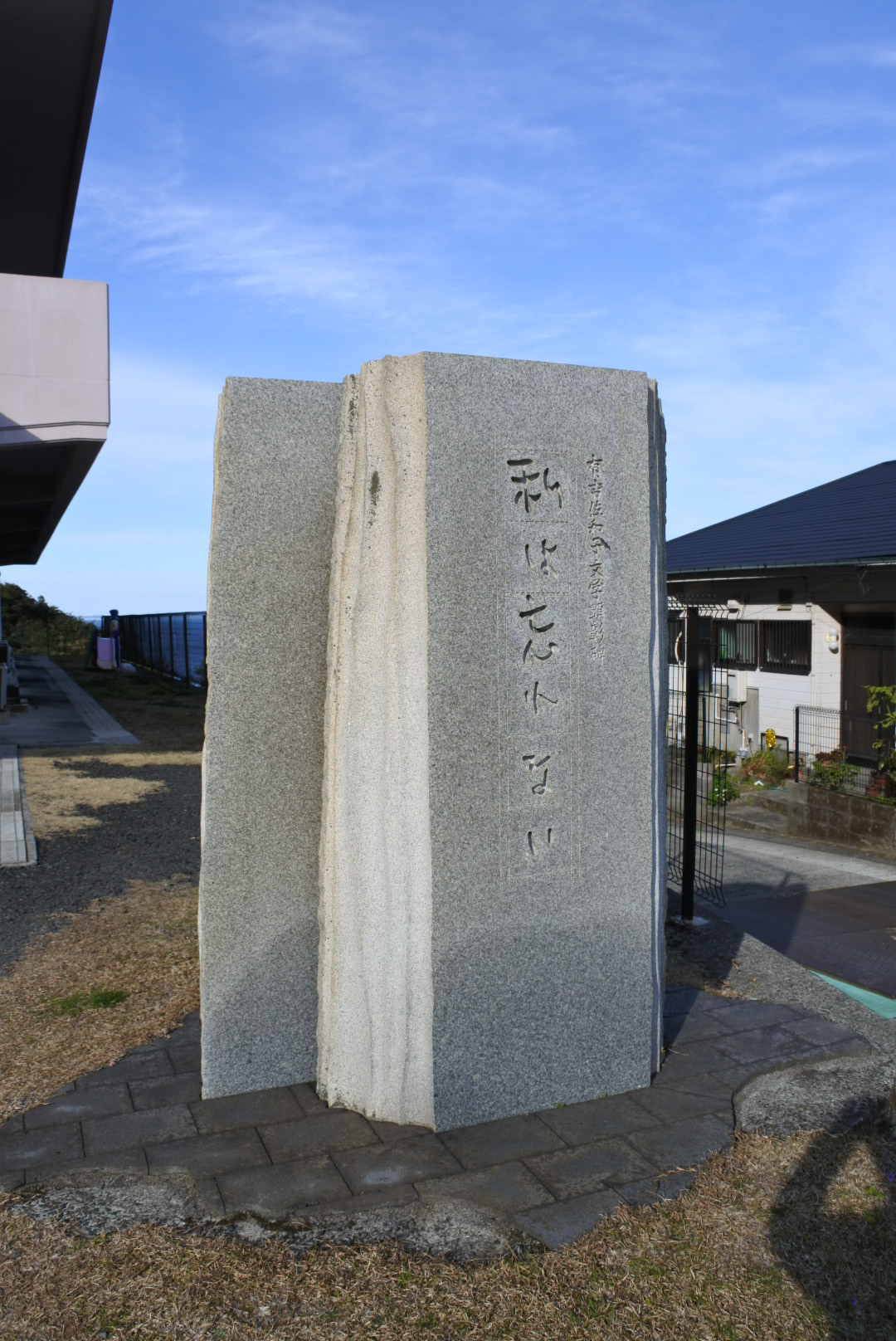
有吉佐和子『私は忘れない』記念碑

戦後の1968年、作家の有吉佐和子が黒島を訪ね、翌1969年に島を舞台にした小説『私は忘れない』を朝日新聞で連載（のち中央公論社・新潮文庫から出版）。近代化から取り残された「忘れられた島」として黒島を描いた。その翌年映画化された際には現地で撮影が行われ、多数の島民が映画に出演した。また、有吉は取材の際に島に初めてとなるテレビを寄贈しており、同年にはNHKの寄贈によるラジオ放送も開始されている。
2010年2月12日、黒島（大里地区）に初めて消防車が配備された（日本損害保険協会寄贈）。それまで片泊と大里の両地区にある消防団分団では可搬ポンプ（小型動力ポンプ）しかなかったが、今回の配備によって三島村は「火災に効果的に対処できるようになった」としている。
2015年には台風15号が黒島を直撃し、住宅3棟が全壊、20棟で屋根が飛ばされるなどの大きな被害が出た。

## 民俗
民俗芸能「なぎなた踊り」、「矢踊り」などが伝わる。一連の踊りは「八朔踊り」として村の無形文化財指定を受ける。その他、片泊地区の「盆踊り」も村の無形文化財に指定されている。
また旧暦の6月23日に島内の15歳から16歳までの女性が祠の掃除をして歌と踊りを奉納する射場どんと呼ばれる行事があるが、別名「処女ためしの神」とも呼ばれており、祠にある13段の階段を「私こそが処女なり」と思う者だけが最上段に登ることができ、男性と交わりの少ない者ほど上段に進めるという奇祭である。

## 産業
主産業は農業であるが、島に小中学校が2校あることもあり、教職員家族の占める人口比率が高い。
農業においては畜産が盛んである。島には100haあまりの農用地があるが、うち9割は放牧場が占めている。急斜面に放し飼いにされているため、足腰の強い牛が育つという。また、古くは木炭の産地であったほか、島に自生する椎の木を利用した椎茸も特産品である。畑作では他の2島とともに焼畑農業が伝統的に行われてきた。島内産のサツマイモ「ベニオトメ」は希少な芋焼酎「みしま村」の原料に用いられており、2018年には構造改革特区制度の下で、村営の焼酎蔵が大里地区に完成する予定である。
民宿が4件存在する。観光客の姿はほとんどなく土木事業者の需要が主であるが、塩手鼻周辺はイシダイの好漁場として知られ、釣り人が訪れることがある。また、広島県廿日市市に本部を構える宗教法人・平等大慧会の聖地である平等大慧会妙塔が大里地区にあり、毎月信者による巡礼が行われ、島の数少ない観光収入源の1つとなっている。

## 施設

### 教育機関
- 三島村立三島大里学園
- 三島村立三島片泊学園

### 金融機関
- 大里簡易郵便局
- 片泊簡易郵便局

### 宗教施設
- 黒尾大明神社 - 大里集落。祭神不詳。三島村の指定文化財[2]。
- 菅尾大明神社 - 片泊集落。祭神不詳。三島村の指定文化財[2]。
- 平等大慧会妙塔 - 大里集落。
- 黒島平和公園平和観音像 - 島の南東部。戦没者を慰霊する。
- 白衣観音像 - 島の南西部。「黒島流れ」の被害者を慰霊する。
- イバドンの墓